# 4 Walls (bài hát)
"4 Walls" là bài hát chủ đề cho album phòng thu thứ 4 của f(x). Bài hát được viết bởi Jam Factory thành viên Lee Seu-ran, được theo dõi sản xuất bởi LDN Noise, Tay Jasper và Adrian Mc Kinnon. Lee Soo-man là giám đốc sản xuất cho bài hát. Được phát hành vào ngày 27 tháng 10 năm 2015 là đĩa đơn đầu tiên được kết hợp với việc phát hành album. Phong cách âm nhạc của 4 Walls rất đa dạng, là sự kết hợp giữa dòng nhạc electropop và synthpop quen thuộc của nhóm cùng nhiều thể loại âm nhạc khác nhau như house, EDM và UK garage. 
Bài hát nhận được những phản ứng tích cực từ các nhà phê bình âm nhạc, bài hát được chọn là bài hát hay nhất album và khen ngợi phong cách âm nhạc độc đáo.  Nó đạt vị trí quán quân trên bảng xếp hạng Gaon Album Chart của Hàn Quốc và đã bán được hơn 76.000 bản tính đến năm 2016. Ngoài ra, 4 Walls còn đứng đầu bảng xếp hạng Billboard World Albums Chart và vị trí thứ 39 trên Oricon Albums Chart của Nhật Bản. Trong khi đó, đĩa đơn "4 Walls", đạt vị trí thứ 2 trên bảng xếp hạng Gaon Digital Chart và Billboard World Digital Chart. Để quảng bá cho album, f(x) đã trình diễn bài hát chủ đề cùng tên với album trên nhiều chương trình âm nhạc tại Hàn Quốc, bao gồm M! Countdown, Music Bank,Show! Music Core và Inkigayo.

## Bối cảnh và phát hành
f(x) đạt được thành công tại Hàn Quốc và khắp Châu Á với các đĩa đơn như "Electric Shock" và "Hot Summer". Trong thời gian quảng bá cho album phòng thu thứ 3 Red Light (2014), Sulli đã không tham gia biểu diễn tại các chương trình âm nhạc do "liên tục nhận được những bình luận ác ý và các tin đồn sai sự thật" đó là những gì SM Entertainment tuyên bố chính thức vào ngày 25 tháng 7 năm 2014. f(x) hoạt động và quảng bá với 4 thành viên, trong khi Sulli không tham gia một thời gian. Vào ngày 7 tháng 8 năm 2015, SM Entertainment đã tuyên bố rằng Sulli chính thức rời nhóm để tập trung vào sự nghiệp diễn xuất của mình và f(x) sẽ tiếp tục hoạt động với 4 thành viên.
Vào ngày 11 tháng 9 năm 2015, f(x) xác nhận trở lại với một album phòng thu có tiêu đề là 4 Walls và phát hành một đĩa đơn mới và MV, được tiết lộ là ca khúc chủ đề của album. MV sẽ được ra mắt vào ngày 27 tháng 10 năm 2015 giống với ngày phát hành album và đĩa đơn.

## Thành phần album và phong cách
"4 Walls" được viết bởi Jam Fantory thành viên Lee Seu-san, trong khi sáng tác và sản xuất được treo dõi bởi LDN Noise, Tay Jasper, và Adrian McKinnon. Lee Soo-man, cựu chủ tịch của SM Entertainment, cũng là giám đốc sản xuất cho bài hát. Bài hát ảnh hưởng nhiều đến electronic dance music. Nó được miêu tả là bài hát tropical house với Synthesizer và hooks bởi Chester Chin. Nó được mô tả như là một cập nhật của UK garage bởi Spin, trong khi Jeff Benjamin tại Billboard chi tiết nó như có một âm thanh deep house John Chiaverina từ Kpopstarz.com có viết một bài báo mở rộng cho bài hát và lưu ý rằng bài hát được lấy cảm hứng từ âm nhạc UK và electronic dance music từ phương Tây. Chiavernica so sánh bà hát và giọng hát của rất nhiều nhiều nghệ sĩ, bao gồm cả Disclosure, Mariah Carey, Pitbull và bào hát "Show Me Love" bởi giọng hát người Mỹ Robin S...

## Doanh số
Doanh thu "4 Walls" đã thành công tại Hàn Quốc. Nó ra mắt tại vị trí thứ 2 trên Gaon Digital Chart của Hàn Quốc trong tuần của ngày 25 tháng 10 năm 2015. Đây là đĩa đơn thứ 26 bán chạy nhất trong tháng 10 năm 2015 (199.976 đĩa đơn kỹ thuật số bán ra)  và vị trí thứ 12 đĩa đơn bán chạy nhất của tháng 11 năm 2015 (247,232 đĩa đơn kỹ thuật số bán ra) tại Hàn Quốc. Tính đến tháng 6 năm 2016, bài hát đã bán được hơn 619.022 bản tại Hàn Quốc, lượng bán chạy nhất của nhóm kể từ khi "Rum Pum Pum Pum" với hơn 900.000 bản bán ra. Bài hát ra mắt tại vị trí số 2 trên Bảng xếp hạng Billboard của Mỹ trở thành ca khúc xếp hạng cao nhất của f(x).
Thu âm
- Thu âm tại Hàn Quốc (2015).

Tham gia album
- Victoria – giọng ca
- Amber – rapping và giọng ca
- Luna – giọng ca
- Krystal – giọng ca
- Lee Seu-ran – sáng tác
- LDN Noise –  sáng tác và sản xuất
- Tay Jasper – sáng tác và sản xuất
- Adrian McKinnon – sáng tác và sản xuất
- Lee Soo-man – giám đốc sản xuất
- SM Entertainment – hãng thu âm, quản lý

## Bảng xếp hạng

### Bảng xếp hạng tuần
| Bảng xếp hạng (2015)               | Vị trí |
| ---------------------------------- | ------ |
| Hàn Quốc (Gaon Digital Chart)      | 2      |
| Mỹ World Digital Songs (Billboard) | 2      |

### Bảng xếp hạng tháng
| Bảng xếp hạng tháng (2015)             | Vị trí |
| -------------------------------------- | ------ |
| Hàn Quốc (Gaon Digital Chart tháng 10) | 26     |
| Hàn Quốc (Gaon Digital Chart tháng 11) | 12     |